# 琴電志度駅

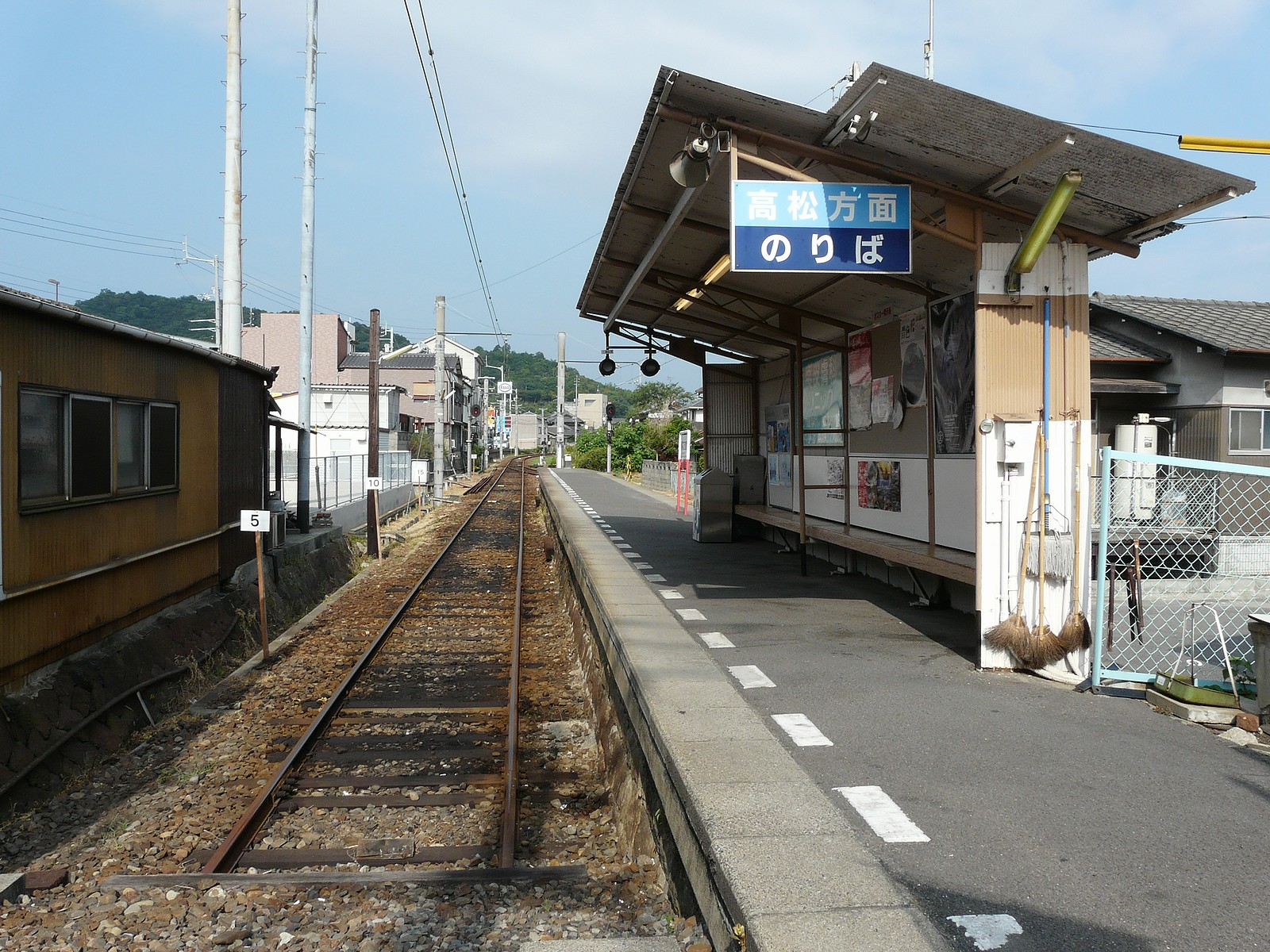
ホーム（2007年8月）

琴電志度駅（ことでんしどえき）は、香川県さぬき市志度にある高松琴平電気鉄道志度線の駅である。駅番号はS15。志度線の終点駅である。

## 駅構造
単式ホーム1面2線を有するが、基本的に南側の1線のみ使用する。北側の線はホームから宿直用施設への渡り廊下で区切られて短いので、2両編成でも瓦町方先頭の運転室扉がホームからはみ出る。
運行上の特色として、2020年11月27日以前のダイヤにおいては、早朝及び深夜の列車を除いて下り列車の到着後約30秒で折り返し上り列車として発車するダイヤが組まれていた（時刻表上では到着時刻と発車時刻が同一時分で掲載されている）。なお、2020年11月28日ダイヤ改正で日中時間帯以外の折返し時間が1分に、また日中の運転本数が削減され折返し時間が11分にそれぞれ拡大された。
木造駅舎を持つ地上駅である。有人駅。
便所は、かつては汲取り式であったが、便所は新設の際に水洗化され、旧便所は閉鎖された。
| 乗り場 | 路線    | 行先                     |
| ------ | ------- | ------------------------ |
| 1・2   | ■志度線 | 八栗・琴電屋島・瓦町方面 |

## 利用状況
1日の平均乗降人員は以下の通りである。
| 1日乗降人員推移 | 1日乗降人員推移 |
| 年度            | 1日平均人数     |
| --------------- | --------------- |
| 2011年          | 1,040           |
| 2012年          | 1,059           |
| 2013年          | 1,080           |
| 2014年          | 1,121           |
| 2015年          | 1,137           |
| 2016年          | 1,156           |
| 2017年          | 1,114           |
| 2018年          | 1,146           |

## 駅周辺
- 志度駅 - 四国旅客鉄道（JR四国）高徳線
- さぬき市役所
- 香川県立志度高等学校
- 志度寺（四国霊場第八十六番札所）
- 平賀源内記念館
- 平賀源内旧宅
- 志度郵便局
- 国道11号
- 香川県道135号大串志度線
- 琴電志度駅バス停

## 歴史
- 1911年（明治44年）11月18日 東讃電気軌道の志度駅として開業。当時は現在地より50m西側にあった。
- 1916年（大正5年）12月25日 会社合併により四国水力電気の駅となる。
- 1931年（昭和6年）5月 現在地に移設し、 志度駅前駅に改称。
- 1942年（昭和17年）4月30日 事業譲渡により讃岐電鉄の駅となる。
- 1943年（昭和18年）11月1日 高松琴平電気鉄道志度線の駅となる。
- 1945年（昭和20年）1月26日 志度線の八栗駅から当駅までの区間が不要不急線として休止になる。
- 1949年（昭和24年）10月9日 琴電志度駅として復活。

## 隣の駅
高松琴平電気鉄道
■志度線
原駅（S14） - 志度西口駅 - 琴電志度駅（S15）